# PalaBasletta
Il PalaBasletta è un palazzetto dello sport situato a Vigevano. La sua capacità, prima della sua chiusura per demolizione e ricostruzione di un nuovo impianto, arrivava sino a 1 400 posti per le partite di pallacanestro.

## Storia

L'impianto durante la prima metà degli anni '80

Le origini dell'impianto risalgono alla prima metà degli anni '60, quando aprì i battenti come palestra comunale Carducci.
Nell'estate del 1978, considerata la promozione in Serie A1, l'impianto viene profondamente trasformato con interventi che includono lo spostamento del campo da gioco e la realizzazione di tribune su tre lati del campo, che portano la capienza complessiva a 3 500 posti.
La palestra di via Carducci ospita le partite della Pallacanestro Vigevano anche quando, nel 1978-1979, la formazione vigevanese disputò la Serie A1 per una stagione, prima di fare ritorno in A2.
L'introduzione del tiro da tre punti, arrivato in Italia nel 1984-1985, comporta per il palazzetto vigevanese un allargamento del campo di gioco ed anche una significativa riduzione della capienza, dovuta al sacrificio di alcuni posti a ridosso dal campo.
Nel 2009-2010 la Nuova Pallacanestro Vigevano gioca nel campionato di Legadue, ma non può disputare qui le proprie partite per via dell'assenza di alcuni requisiti strutturali, dividendosi così tra il Palasport Dal Lago di Novara e, per le ultime due partite di play-off, il nuovo palasport appena inaugurato nella periferia vigevanese.
Con l'esclusione dalla Legadue avvenuta dopo un solo anno nel 2010 per motivi economici e la successiva rifondazione del club avvenuta nel 2013, il PalaBasletta torna ad essere il punto di riferimento per la prima squadra del basket cittadino, mentre la nuova struttura rimane praticamente inutilizzata.
Nell'aprile del 2023 viene annunciato il progetto di demolizione del vecchio PalaBasletta (che stava ospitando le partite della prima squadra in Serie B solo grazie a deroghe) per lasciar spazio alla ricostruzione di un nuovo impianto. Nel frattempo la squadra sale in Serie A2 e si trasferisce al PalaElachem. La demolizione effettiva del PalaBasletta, dopo alcuni rinvii, inizia nel febbraio 2024.